# Anna Aparicio Català
Anna Aparicio Català (Barcelona, 1991) és una autora i il·lustradora catalana de literatura infantil.
Va estudiar Belles Arts a la Universitat de Barcelona, graduant-se en la especialitat de dibuix. Posteriorment va estudiar il·lustració a l'Escola de la Dona i va realitzar un màster en Llibres i Literatura Infantil i Juvenil a la Universitat Autònoma de Barcelona.
Es dedica a la il·lustració de llibres infantils des de l'any 2014. A part de la producció pròpia, ha il·lustrat llibres d'autors de literatura infantil i juvenil europeus com ara Davide Calì o Nadine Brun-Cosme.
La seva obra ha estat reconeguda en diversos certàmens nacionals i internacionals, com ara Valladolid Ilustrado, la Fira del Llibre Infantil de Bolonya, la China Shanghai International Children's Book Fair, o el catàleg White Ravens.